# Grabmal der Volumnii

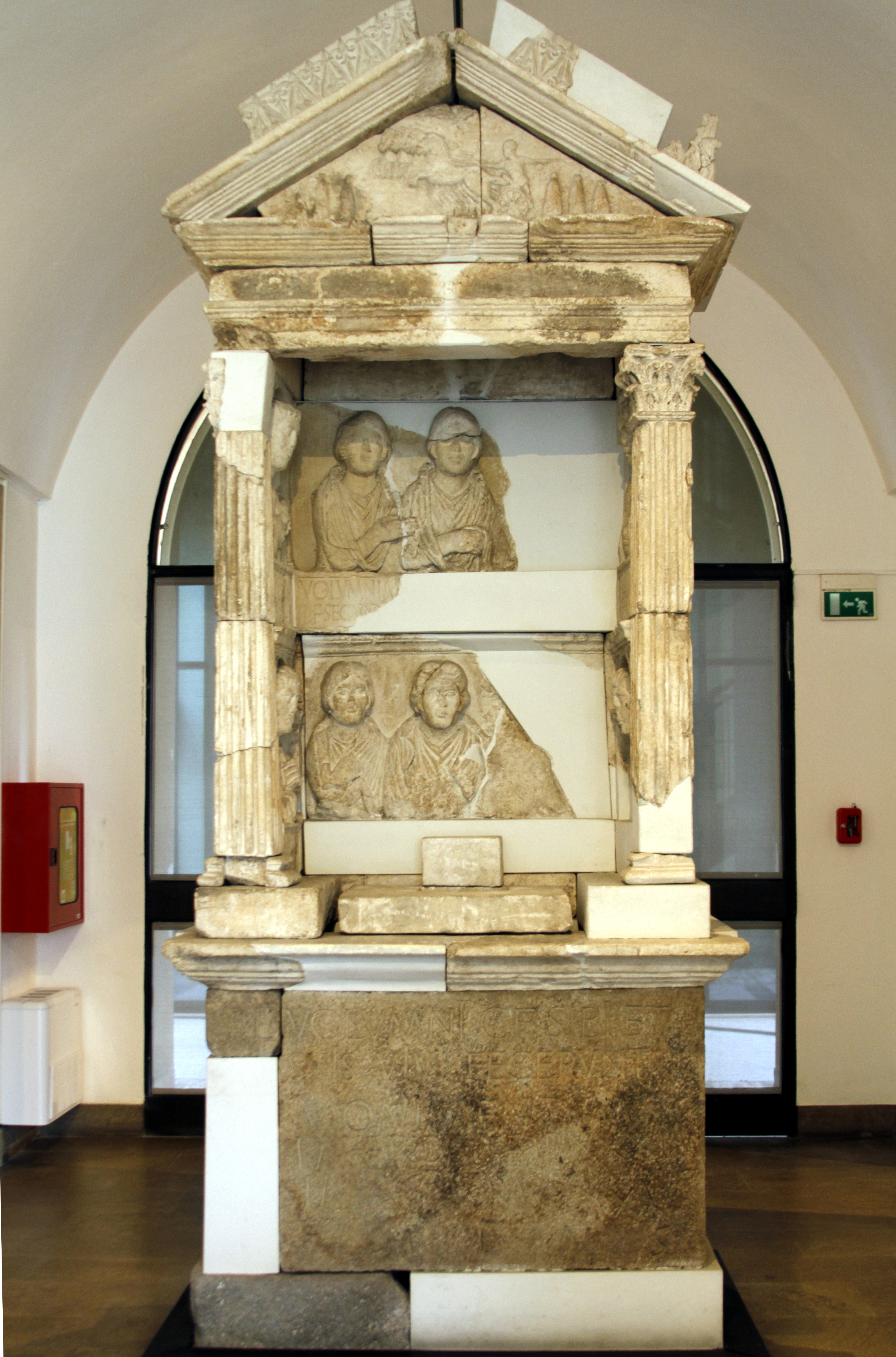
Grabmal der Volumnii in Padua

Das Grabmal der Volumnii (italienisch Monumento funerario dei Volumnii) wurde 1879 in Vanzo östlich von Monselice gefunden. Es steht heute in der archäologischen Sammlung des Stadtmuseums von Padua, einer italienischen Stadt in der Region Venetien am Rande der Po-Ebene. 
Das Grabmal ist in Form einer korinthischen Ädikula gestaltet und geht auf die Zeit der julisch-claudischen Dynastie zurück. Auf einem hohen, innen hohlen Podium aus Trachyt nennt die Inschrift die Brüder Publius und Lucius Volumnius. Diese hatten zu Lebzeiten für sich und ihre Familienangehörigen dieses Grabmal in Auftrag gegeben. 
Über dem Sockel erhebt sich ein 3,10 m hohes, 1,50 m breites und 1,05 m tiefes Tempelchen aus Kalkstein, dessen vier „Ecksäulen“ als Pilaster ausgebildet sind. Die Seitenwände sind geschlossen. Über den Pilastern ruht ein ionisch-attisches Gebälk mit Zwei-Faszien-Architrav und glatter Frieszone, das das Dach stützt. Der Firstschmuck und die Akroterien sind verloren gegangen. Das Tympanon zeigt eine Zirkusszene mit nach links fahrendem Viergespann zwischen jeweils drei metae, den Wendemarken des Zirkus, möglicherweise eine Reminiszenz an überhöhte, römische Leichenspiele. Im Inneren des kleinen Tempels waren in zwei Registern die Reliefbüsten von zehn Verstorbenen angebracht, von denen sich acht erhalten haben. Die Rückwand wird hierbei von den weiblichen Porträts, die Seitenwände von den männlichen eingenommen. Unter den Porträtierten waren Inschriften angebracht, die sie näher kennzeichneten. Lediglich die Inschrift zur Frau oben links ist erhalten, die demnach Volumnia Secunda, Tochter des Lucius, hieß.